# Woonkamer met de zus van de kunstenaar
Woonkamer met de zus van de kunstenaar (originele Duitse titel: Wohnzimmer mit der Schwester des Künstlers) is een schilderij van de Duitse kunstschilder Adolph Menzel, geschilderd in 1847, olieverf op papier, 46,1 x 31,6 centimeter groot. Het toont Menzels zus Emilie in de deuropening van de woonkamer in hun ouderlijk huis. Het werk bevindt zich in de collectie van de Neue Pinakothek te München.

## Afbeelding
Menzel beeldt in het schilderij zijn acht jaar jongere zus Emilie (1823-1907) af die hem altijd buitengewoon dierbaar is geweest. Ook later in zijn loopbaan zou hij haar nog diverse malen portretteren.
Emilie staat op de drempel van de woonkamer waarin ze haar jeugd heeft doorgebracht. Ze kijkt dromerig langs de deurpost naar buiten, naar de "nieuwe wereld". Haar moeder zit met de rug naar de kijker aan een tafel in de woonkamer te handwerken en vertegenwoordigt de "oude wereld". Het staan op de drempel, in de opening van de deur, kan aldusmetaforisch worden opgevat, de overgang markerend naar de volwassenheid: een nieuwe fase in haar leven.
Compositorisch maakt Menzel een aantal bewuste keuzes om de symboliek in het werk te accentueren. Om te beginnen is er een duidelijke scheiding waarneembaar tussen de voorgrond en de achtergrond van het schilderij, maar tegelijkertijd blijven de ruimtes verbonden. Tegelijkertijd worden Emilie en haar moeder via de aan het plafond bevestigde putto (kinderfiguur) met elkaar verbonden in een soort van cirkel, die de cyclus van het leven symboliseert. Deze weergave van de levenscyclus is typerend voor de Biedermeier-tijd: uiteindelijk, zo kan de moraal luiden, zal het meisje net zo eindigen als haar moeder.

## Uitwerking
In de uitwerking van het schilderij legt Menzel de nadruk op het voorbijgaande, toevallige moment: een spontane impressie, geheel anders dan de gearrangeerde stijl waarin interieurwerken in die periode doorgaans werden opgezet. De schetserige werkwijze en de zorg die de kunstenaar besteedt aan de weergave van het verglijdende licht lijken de anticiperen op het impressionisme. De ruimte wordt perspectivisch verkort weergegeven, in gedempte kleuren. De lampen geven een sterk atmosferisch licht af, waarmee de intieme sfeer van de huiselijke avond wordt getroffen, die staat voor geborgenheid en veiligheid, waaruit de jonge vrouw zich weldra los moet maken.
Woonkamer met de zus van de kunstenaar past in een reeks van ingetogen interieurs die Menzel als jong kunstenaar in het begin van de jaren 1840 maakte en waarin hij zijn realistische opleiding op een opvallend progressieve wijze tot uiting bracht. Later zou hij vooral naam maken met schilderwerken die de Pruisische macht verheerlijkten.

## Andere portretten van Emilie

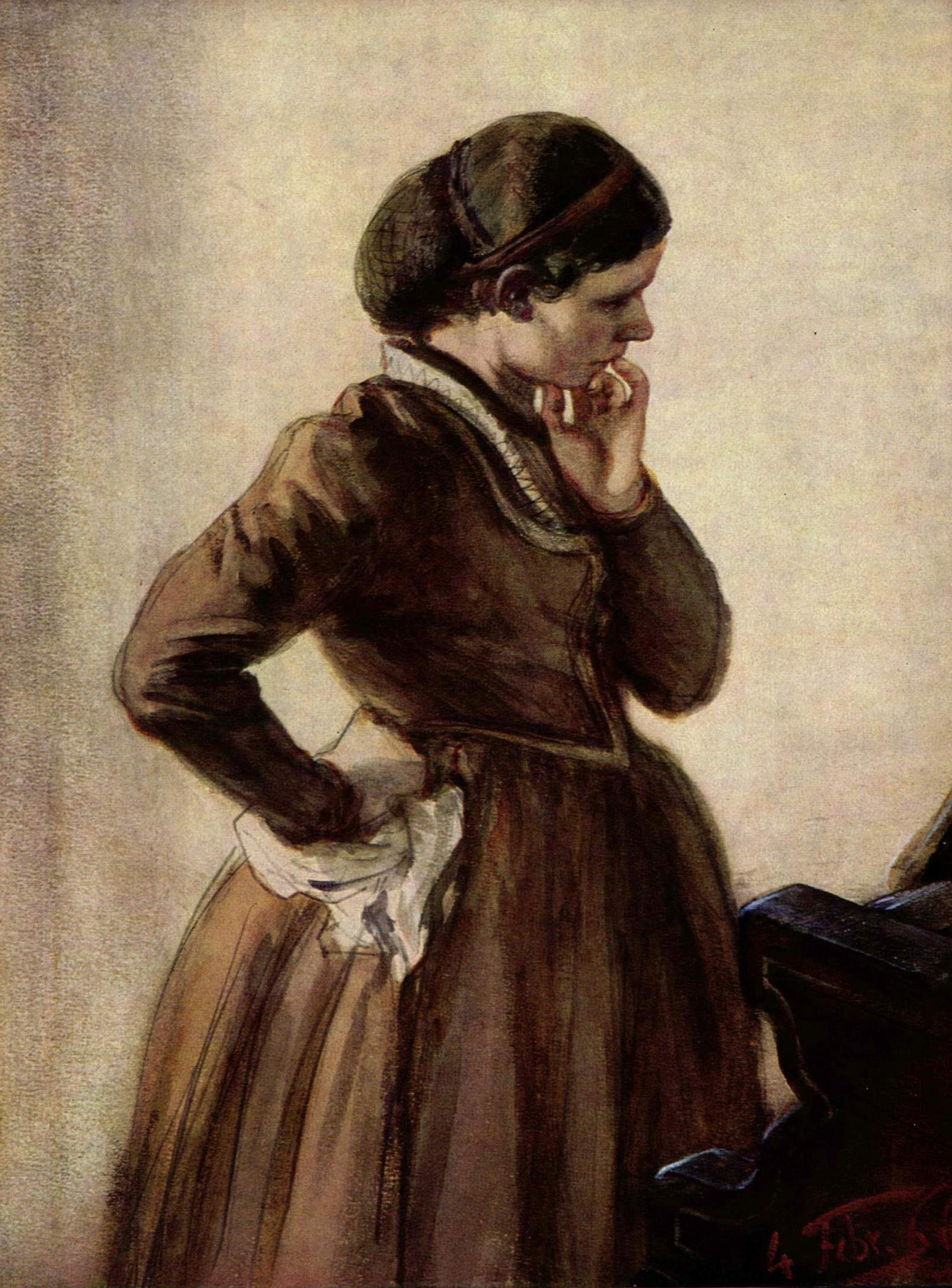
Emilie aan de piano
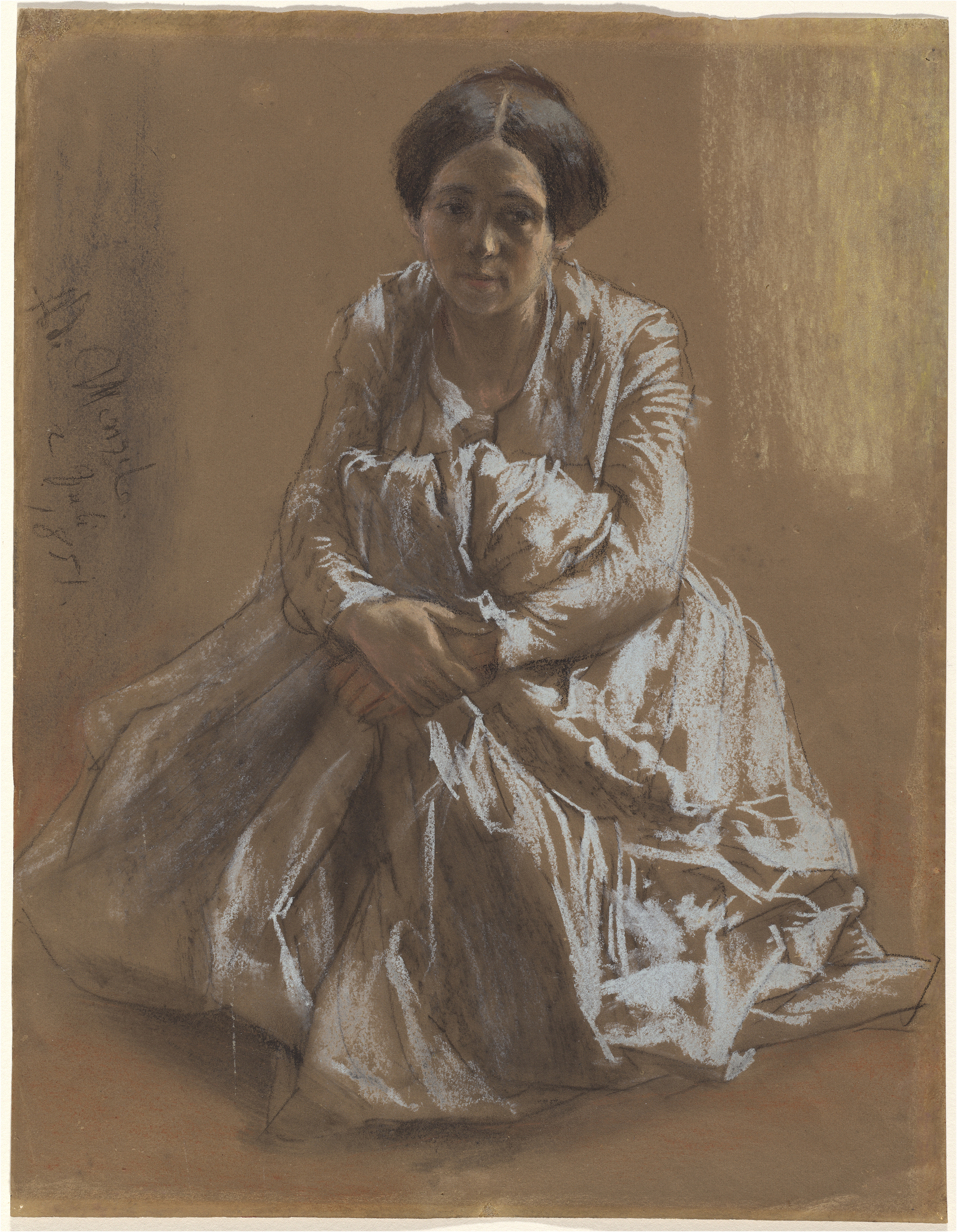
Portret van de zus van de kunstenaar
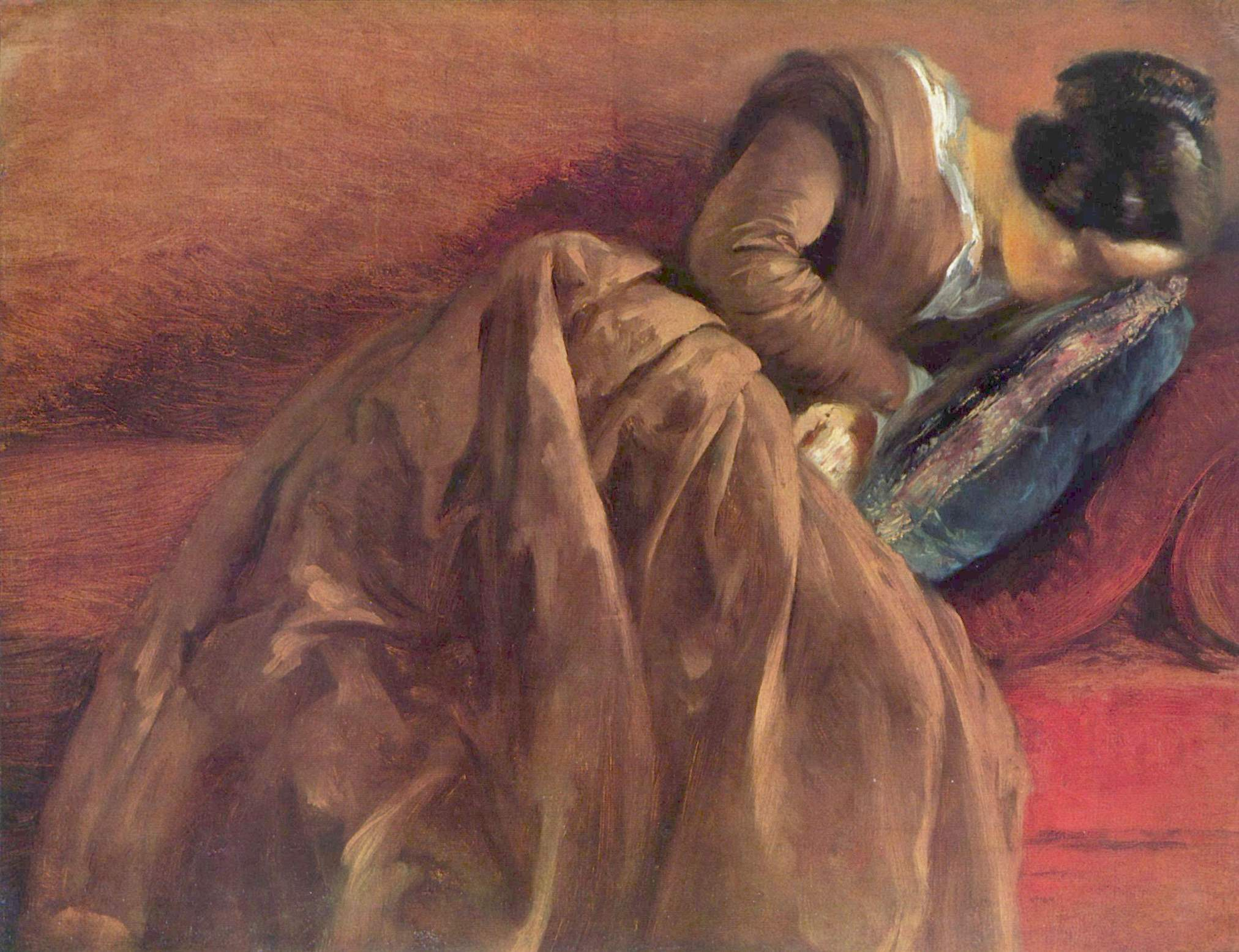
Emilie in slaap
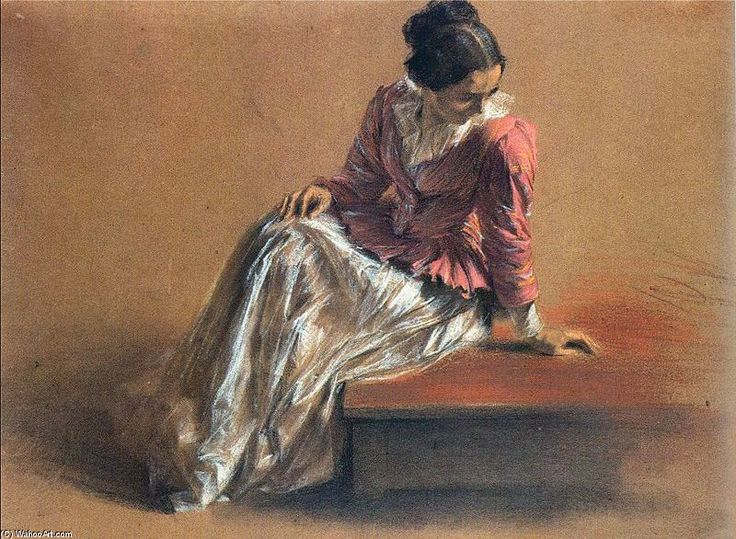
Zittende vrouw (Emilie)